# 香春駅

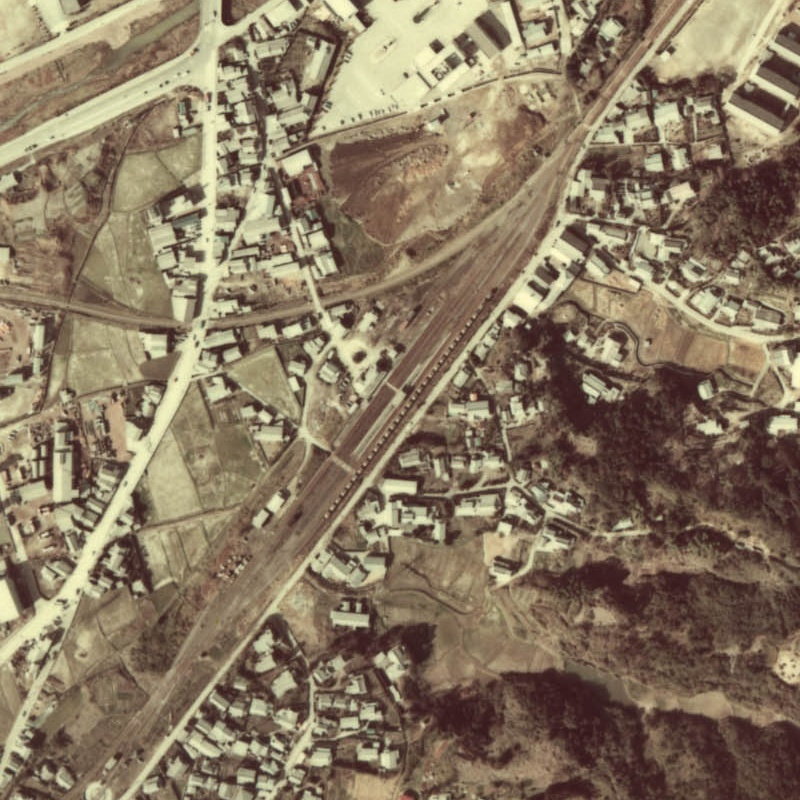
駅周辺を写した航空写真（1974年廃止）。画像中央が香春駅。画面の北東から駅を通り南西に延びる路線が日田彦山線。駅から西に延びるのが日本セメント専用線（現在廃止）。

香春駅（かわらえき）は、福岡県田川郡香春町大字香春にある、九州旅客鉄道（JR九州）日田彦山線の駅である。駅番号はJI11。かつては添田線が接続していた。

## 歴史
- 1915年（大正4年）4月1日：小倉鉄道の上香春駅（かみかわらえき）として開設、旅客・貨物取扱開始[2]。
- 1943年（昭和18年）5月1日：小倉鉄道が戦時買収により国有化、旧・小倉鉄道線は添田線（初代）に改称[3]。同時に、香春駅（かわらえき）に改称[2]。
- 1956年（昭和31年）3月15日：添田線（初代）が日田線に改称[2]。
- 1957年（昭和32年）10月1日：当駅 - 伊田間を結ぶ日田線の短絡線が開業[3]。
- 1960年（昭和36年）4月1日：当駅 - 大任 - 添田間を添田線（2代目）として分離、城野 - 後藤寺 - 夜明間が日田彦山線となる[3]。
- 1984年（昭和59年）
  - 2月1日：荷物扱い廃止[2]。
  - 2月15日：駅員無配置駅となる[4]。
- 1985年（昭和60年）4月1日：添田線廃止[3]。
- 1986年（昭和61年）11月1日：車扱貨物取扱廃止[2]。
- 1987年（昭和62年）4月1日：国鉄分割民営化によりJR九州が継承[2]。
- 1995年（平成7年）9月10日：火災により駅舎全焼[5]。
- 1996年（平成8年）3月16日：新駅舎使用開始[6]。
- 2014年（平成26年）7月1日：再び無人駅化。

## 駅構造
単式ホーム2面2線を有する地上駅。かつては2面3線であったが、中線が撤去されている。
無人駅。かつてはJR九州鉄道営業（現・JR九州サービスサポート）が駅業務を行う業務委託駅であった。自動券売機が設置されている。
現在、かつての駅事務所に香春町観光協会の事務所が入っている（ただ、切符等の販売は行っていない）。

### のりば
| のりば | 路線       | 方向 | 行先                 |
| ------ | ---------- | ---- | -------------------- |
| 1      | 日田彦山線 | 上り | 城野・小倉方面       |
| 2      | 日田彦山線 | 下り | 田川後藤寺・添田方面 |

朝に当駅始発の田川伊田・田川後藤寺方面の列車が設定されている（土曜・休日運休）。

### 日本セメント専用線
香春駅では、開業時から国鉄分割民営化前の1986年（昭和61年）まで貨物営業を行っていた。また、駅には日本セメント（現・太平洋セメント）の専用線が接続していた。
1935年（昭和10年）6月、駅の西に浅野セメント（後の日本セメント）の香春工場が建設され、操業を開始した。専用線の敷設時期は不明だが、1951年（昭和26年）8月に、バラ積みセメントの専用貨車を用いたセメント輸送が日本セメント門司工場（葛葉駅隣接）との間で開始された。さらに、1955年（昭和30年）11月には東小倉駅との間でもセメント輸送が開始された。専用線では、D51形蒸気機関車やDD51形ディーゼル機関車が乗入れてホキ3500形貨車等の貨車を牽引していた。
駅の貨物取扱量は1979年（昭和54年）をピークに徐々に減少。1986年10月3日限りで日本セメント専用線からの貨物輸送は廃止された。なお、香春工場は2004年（平成16年）に閉鎖されている。
|            | 日本セメント専用線周辺配線略図（1978年） |
| 凡例 出典: |                                          |

## 輸送量・収入
| 年度 | 小倉鉄道   | 小倉鉄道     | 小倉鉄道   | 小倉鉄道   |
| 年度 | 旅客（人） | 貨物（トン） | 旅客（円） | 貨物（円） |
| ---- | ---------- | ------------ | ---------- | ---------- |
| 1924 | 48,375     | 23,812       | 10,957     | 22,935     |
| 1928 | 41,266     | 75,013       | 9,485      | 71,494     |
| 1931 | 34,402     | 72,724       | 7,372      | 71,363     |
| 1935 | 45,510     | 124,390      | 9,892      | 95,778     |

- 福岡県統計書各年度版より

## 駅周辺

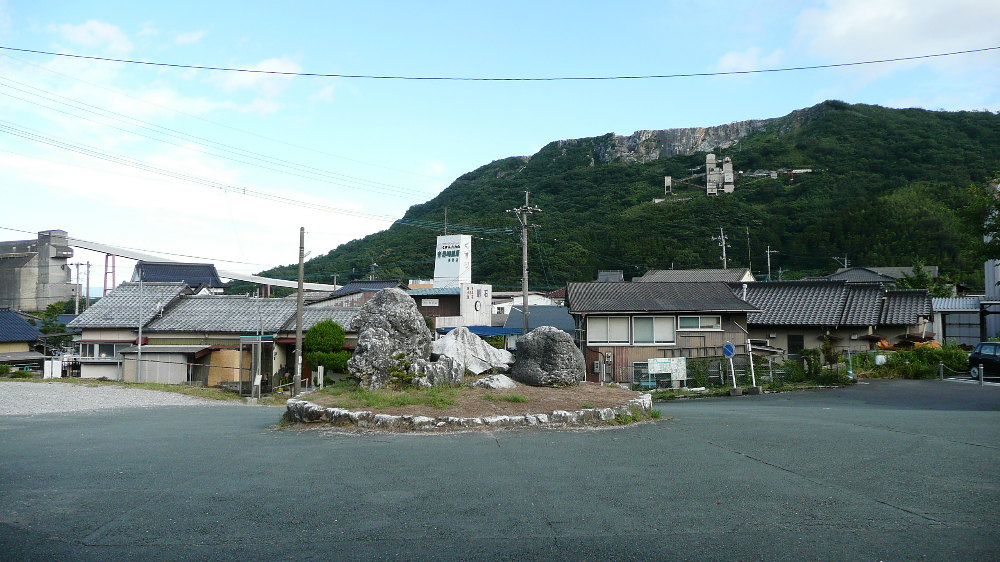
駅前

香春町の南西部の中心市街地に位置する。駅の約150m北西を国道322号が、約400m北西を国道201号が日田彦山線に並行する形で通り、国道201号の隣を金辺川が流れている。駅前にタクシーが1台程度待機しており、自家用車用の駐車場もある。
駅前には路線バスは発着しないが、駅から約200m離れた香春町役場前に西鉄バスおよび太陽交通のバス停がある。なお、予約制乗合バス「かわらくバス」は駅前を出発地または目的地とする利用が可能である。
- 香春町立香春思永館
- 香春町立香春幼稚園
- 香春町立勾金保育所
- 香春町学校給食センター
- 香春郵便局
- 香春町中央隣保館
- 田川農業協同組合香春支所
- 香春町町民センター
  - 香春町図書室
- 香春町役場
- 香春町勤労者研修センター
- 下高野公民館
- 下高野一区公民館（側に薬師如来を祀ったお堂がある）
- 鶴岡八幡宮
- 香春神社
- 福岡県田川警察署香春交番
- 真宗大谷派 法音寺
- 浄土宗 光願寺
- 田川地区消防署香春分遣所
- 香春町観光協会（駅舎内にある）
- 石田一流田川香春店（ラーメン店）
- ローソン田川香春店
- 香春岳

## 隣の駅
九州旅客鉄道（JR九州）
 日田彦山線
■快速（上り1本のみ運転） 
石原町駅 (JI08) ← 香春駅 (JI11) ← 一本松駅 (JI12)
■普通
採銅所駅 (JI10) - 香春駅 (JI11) - 一本松駅 (JI12)

### かつて存在した路線
日本国有鉄道
添田線
香春駅 - 上伊田駅